# Comitetul Român al Marilor Baraje
Comitetul Român al Marilor Baraje (CROMB, în engleză Romanian Committee on Large Dams – ROCOLD) este o organizație neguvernamentală înființată în anul 1931 cu scopul schimbului de informații, experiență și consultanță între membrii individuali și colectivi în problemele aferente barajelor: tehnice, tehnologice, economice, instituționale, de siguranță, de impact asupra mediului și vieții social-economice. 

## Istoric
În cadrul Congresului Uniunii Internaționale a Producătorilor și Distribuitorilor de Energie Electrică din 6 iulie 1928, reprezentanții Elveției, Franței, Italiei, Marii Britanii, Statelor Unite ale Americii și României au decretat înființarea unei organizații profesionale internaționale care să se intereseze de problema barajelor, într-o epocă în care numărul acestora a sporit ca urmare a evoluției științei în energia hidraulică. Aceasta a fost denumită International Commission on Large Dams⁠(en)[traduceți] (ICOLD – în română Comisia Internațională a Marilor Baraje). Cu toate că România era stat fondator, în teritoriul acesteia existau 3 baraje mari.
Reprezentantul României la congres, Constantin D. Bușilă, a constituit în anul 1931 Comitetul Român al Marilor Baraje (CROMB, în engleză Romanian Committee on Large Dams – ROCOLD), unde și-a asumat rolul de președinte. Ca prim secretar a fost ales Cristea Mateescu, ce era asistent la Școala Politehnică din București și colaborator al lui Constantin D. Bușilă.